# Thorstein Kråkenes
Thorstein Kråkenes (ur. 3 kwietnia 1924 w Fanie, ob. części Bergen, zm. 17 września 2005 w Bergen) – norweski wioślarz, brązowy medalista olimpijski.
Wystąpił na igrzyskach olimpijskich w Londynie w 1948 roku, gdzie Norwegowie w składzie: Kristoffer Lepsøe, Torstein Kråkenes, Hans Hansen, Halfdan Gran Olsen, Harald Kråkenes (młodszy brat), Leif Næss, Thor Pedersen, Carl Monssen i Sigurd Monssen (sternik) wywalczyli srebrny medal w ósemkach. W finale o 13,6 sekundy przegrali z osadą Stanów Zjednoczonych, a o 3,4 sekundy szybsi byli Brytyjczycy. Na rozgrywanych cztery lata później igrzyskach olimpijskich w Helsinkach startował w czwórkach bez sternika. Norwegowie odpadli tam w półfinałach.
Na mistrzostwach Europy w Amsterdamie w 1949 roku wywalczył brąz w czwórce bez sternika.
Olimpijczykiem był również trzeci z braci Kråkenes – Sverre.